# 3-Hexin-2,5-diol
3-Hexin-2,5-diol ist – wenn nicht anders angegeben – eine Mischung von drei isomeren chemischen Verbindungen aus der Gruppe der Diole mit einer zusätzlichen C≡C-Dreifachbindung.

## Eigenschaften
Die Verbindung ist ein brennbarer gelblicher Feststoff, der löslich in Wasser ist. Er zersetzt sich bei Erhitzung über 230 °C.

### Stereochemie
3-Hexin-2,5-diol besitzt zwei Stereozentren, es existieren drei Stereoisomere:
- (2R,5R)-Hex-3-in-2,5-diol
- (2S,5S)-Hex-3-in-2,5-diol
- meso-Hex-3-in-2,5-diol

## Verwendung
3-Hexin-2,5-diol wird für die Synthese von Aromachemikalien sowie in Korrosionsinhibitoren verwendet.